# Casa de Orfeo

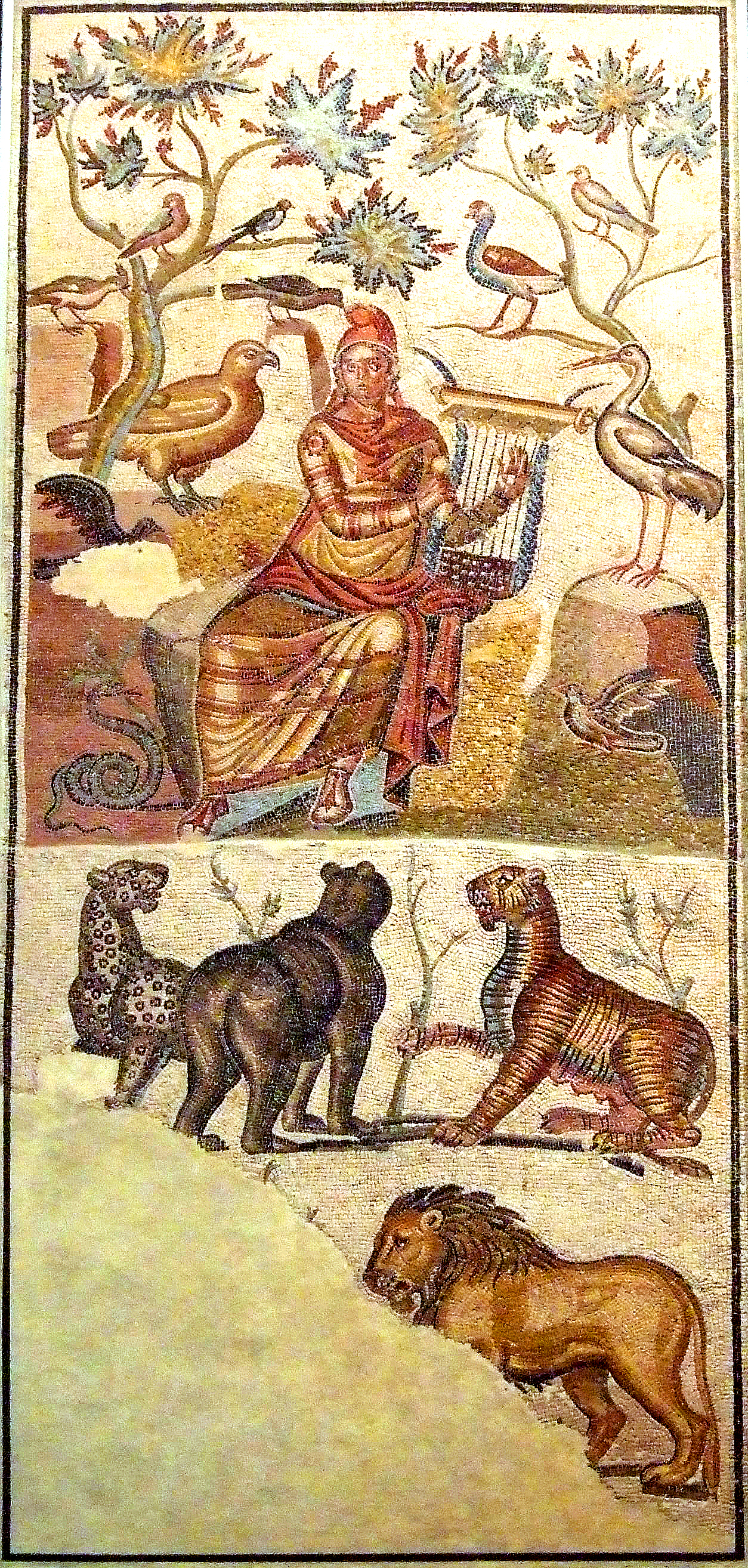
Mosaico de Orfeo. Siglos II-III d. C.

La Casa de Orfeo es un yacimiento arqueológico perteneciente a Caesaraugusta aparecido en el entorno de la Iglesia de San Juan de los Panetes de Zaragoza que da testimonio de una domus o vivienda de carácter señorial de entre finales del siglo II y comienzos del III d. C. Se conservó un gran mosaico que representa a Orfeo que se expone en el Museo de Zaragoza.
Los restos arqueológicos in situ de la domus estudiada documentan un triclinium (o comedor) de grandes dimensiones (70 m²), y varias estancias más, probablemente situadas en torno a un patio con peristilo. El triclinio o comedor, una estancia representativa de gran prestigio, estaba pavimentado con un magnífico mosaico polícromo (9 x 6 m) que representa a Orfeo encantando con su música a varios animales. A esta estancia antecedía una antecámara con pavimento bicromo blanquinegro a la que se accedía a través de dos columnas. Contiguo a este ámbito se encontró otra gran estancia decorada con imágenes de Venus, Eros y Pan y otra de casi 49 m² provista de un mosaico en estilo florido, con figuración del cortejo báquico, musas y sátiros. Otra habitación de aparato de 47 m², donde se figuran representaciones musivarias de Dionisos y de la musa Clío y otra cámara decorada con geometrías de flores y nudos salomónicos, completan el complejo de esta casa unifamiliar romana del entorno de la época severa.